# Louis Crépin
Louis Joseph Désiré Crépin, nacido el año 1828 en Fives y fallecido el año 1887 en Bruselas, fue un pintor y escultor belga, especialmente reconocido por sus cuadros de paisajes.

## Datos biográficos
Louis Joseph Désiré Crépin nació el año 1828 en la desaparecida localidad de Fives, anexionada a Lille. Alumno de la Academia de Bellas Artes de Bruselas , comenzó su formación profesional dedicado a la decoración. Fue alumno de Van der Haert. Miembro fundador de la Société libre des Beaux-Arts. Recibió los consejos de Eugène Boudin en París donde viajó para perfeccionar su arte. Sirvió de conexión entre la Escuela de Tervueren y el Impresionismo. Su labor como pintor hizo olvidar sus esculturas.

## Algunas obras
Sus obras están firmadas como Louis Crépin.
En la Exposición del Arte Belga, celebrada en Bruselas, en 1905, presentó los siguientes cuadros:
- Vue de Hal
- Canal de Bruxelles
- Le Canal au Marly